# Маїрано
Маїрано (італ. Mairano) — муніципалітет в Італії, у регіоні Ломбардія,  провінція Брешія.
Маїрано розташоване на відстані близько 440 км на північний захід від Рима, 70 км на схід від Мілана, 14 км на південний захід від Брешії.
Населення — 3460 осіб (2014).

## Демографія
Населення за роками:

Станом на 1 січня 2023 року в муніципалітеті офіційно проживало 519 іноземців з 34 країн, серед них 116 громадян країн Євросоюзу та 14 громадян України.

## Сусідні муніципалітети
- Аццано-Мелла
- Брандіко
- Делло
- Лограто
- Лонгена
- Маклодіо